# Walter Arencibia
Walter Arencibia (Holguín, 21 giugno 1967) è uno scacchista cubano, Grande maestro.

## Biografia
Cominciò a giocare a scacchi all'età di otto anni e nel 1985 vinse il campionato cubano dei giovani.
L'anno successivo vinse a Gausdal il Campionato del mondo juniores (under-20).
Ottenne il titolo di grande maestro a 23 anni nel 1990.
Vinse due volte (1986 e 1990) il Campionato cubano.
Partecipò con la nazionale cubana a 9 olimpiadi dal 1986 al 2006, realizzando complessivamente +25 –17 =38.
Altri risultati di rilievo:
- 2002 : 1º a Toronto
- 2005 : 1º a Guayaquil
- 2006 : =1º con Fidel Corrales Jimenez al Memorial Capablanca di L'Avana
- 2006 : =1º al Canadian Open Chess Championship
- 2007 : 1º a Santa Clara